# Gare d'Uraga
La gare d'Uraga (浦賀駅, Uraga-eki) est une gare ferroviaire située à Yokosuka, dans la préfecture de Kanagawa au Japon. La gare est exploitée par la compagnie Keikyū.

## Situation ferroviaire
Gare terminus, Uraga est située au point kilométrique (PK) 55,5 de la ligne principale Keikyū.

## Histoire
La gare est inaugurée le 1er avril 1930.

## Service des voyageurs

### Accueil
La gare dispose d'un bâtiment voyageurs ouvert tous les jours, avec des guichets et des automates pour l'achat de titres de transport.

### Desserte
- Ligne principale Keikyū :
  - voies 1 et 2 : direction Yokohama et Shinagawa